# Castillo de Schio

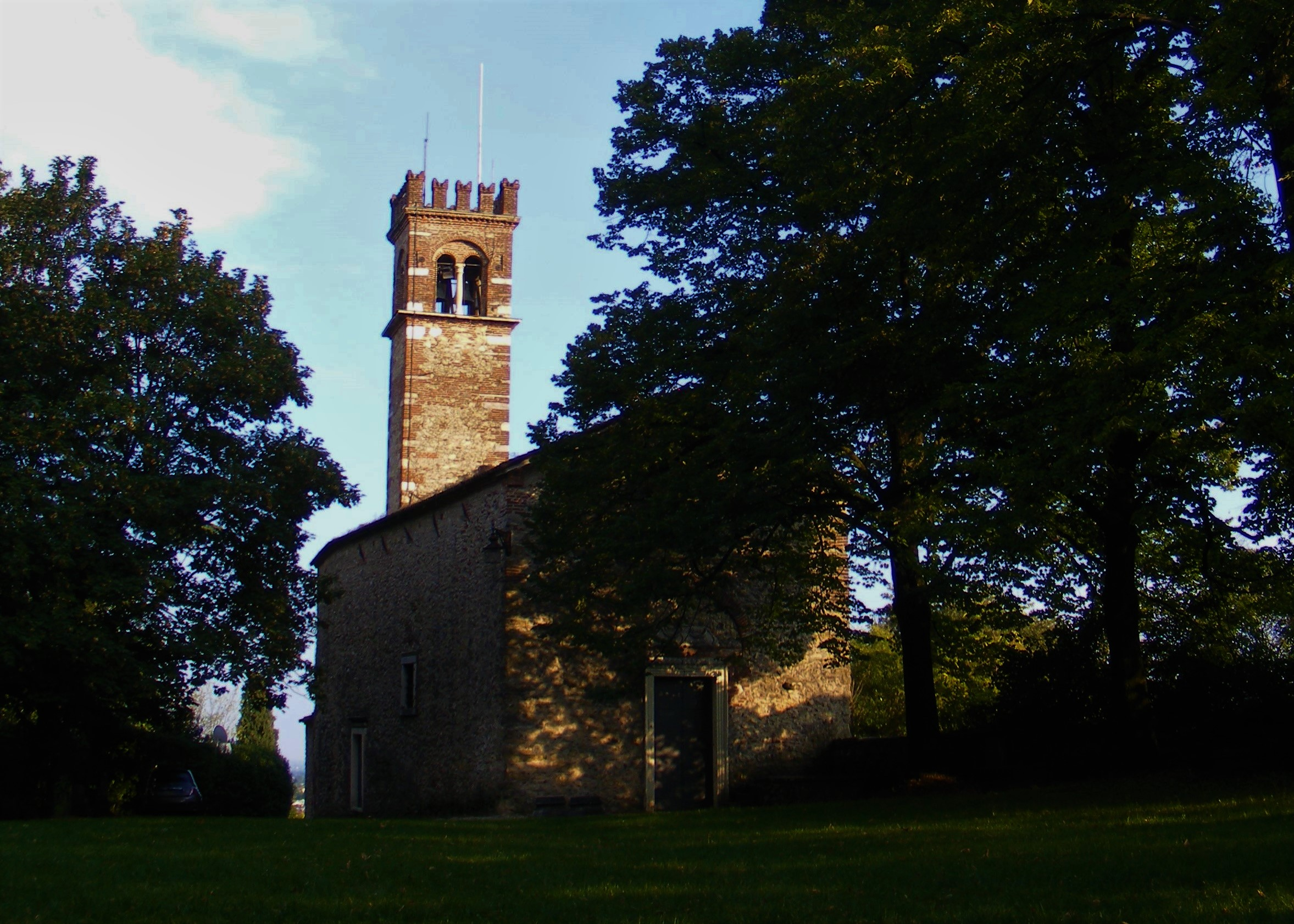
Castillo de Schio

El Castillo de Schio está situado en el casco antiguo de Schio y recuerda la antigua presencia de un castillo, del cual en la actualidad solo queda la torre almenada imponente, incorporada en la pequeña iglesia de Santa Maria della Neve, actualmente desconsagrada. Toda la zona del castillo, una especie de pequeña colina que se levanta en el centro de la ciudad, se utiliza como parque público.

## Historia

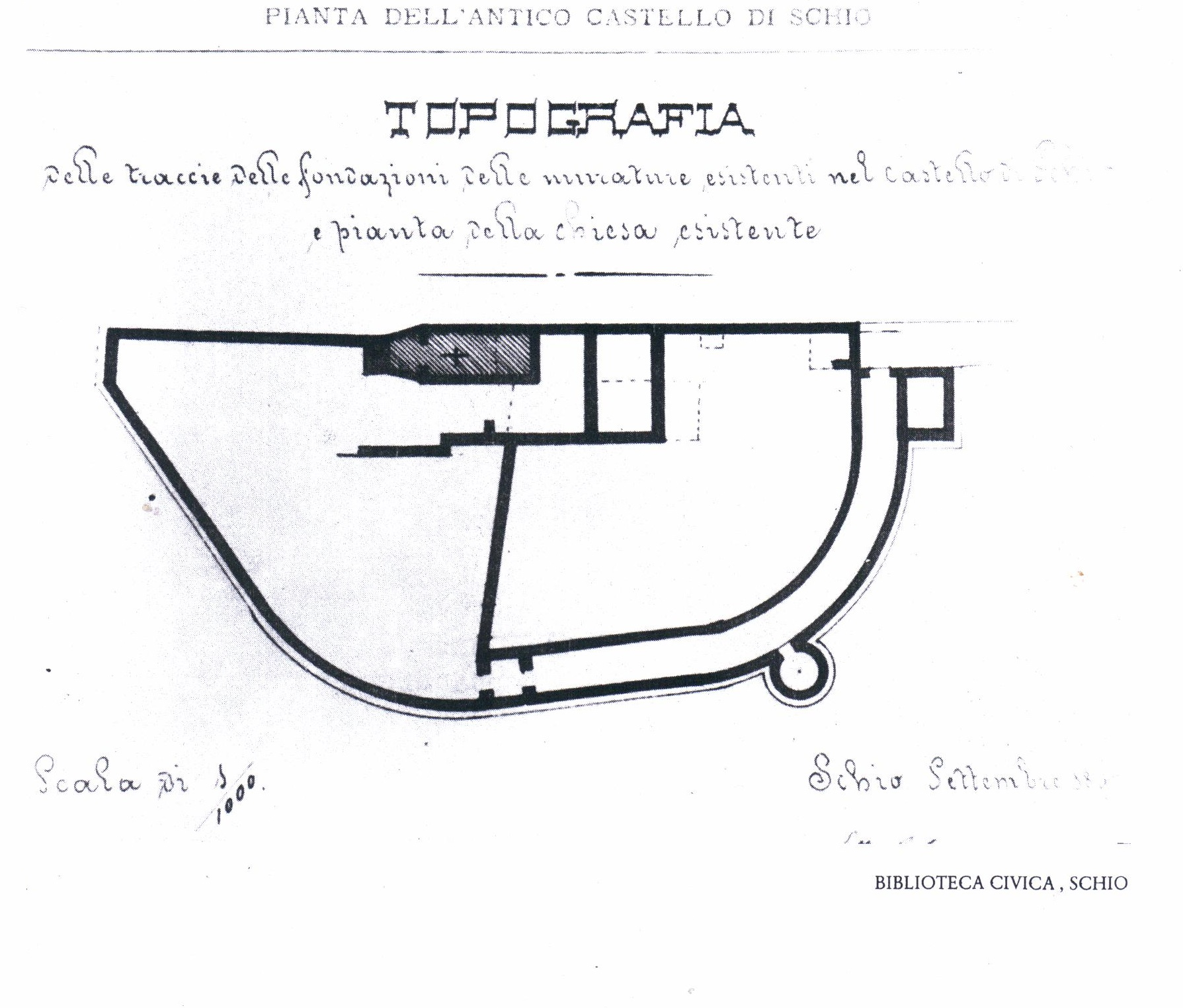
Planta del castillo de Schio realizada de Carlos Letter en el 1890 en base a las detecciones efectuadas sobre el sitio

La época de la fundación del castillo de Schio parece remontarse a  del Hierro, y pudo haber sido construido por las poblaciones de los Euganei o los vénetos.
En 1382 los Viscontes reforzaron el castillo que luego pasó al control de Venecia.
En 1412, solo 6 años después de que  la Serenissima tomara el control del área de Schio, el castillo fue derribado, tal vez por la voluntad de Vicenza que quería mantener el control del territorio. La comunidad de Schio en varias ocasiones envió pedidos a Venecia para restaurar el castillo de Schio, sin embargo en 1514, el castillo fue demolido definitivamente por orden de Venecia.
De aquella época, queda testimonio del castillo de Schio solo por su presencia en unas pinturas, por ejemplo la pintura de Francesco Verla que está en la iglesia de Santo Francisco, pero no queda claro si estas respetaron la apariencia real del sitio. 
Hoy solo queda la explanada del antiguo castillo con los restos de los sótanos de dos torres que han desaparecido.
En el siglo XVIII, la iglesia fue la sede de  de Confalone y en 1810, tras la supresión de la cofradía, la iglesia se cerró al culto y se deconsagró. Fue adquirida por la municipalidad en 1828. Se utilizó como cuartel militar tanto por los franceses como por los austriacos. Hoy aloja el club fotográfico.
En los años cuarenta del siglo XX, bajo la colina del castillo, se construyó un refugio antiaéreo, tallado en la roca. Desde 2008 el refugio se utiliza para la maduración de los vinos y quesos locales.

## Descripción
La antigua iglesia de Santa Maria della Neve parece una construcción simple de piedras y fragmentos abiertos con una fachada a dos aguas; tiene un portal con un marco de piedra blanca coronado por una abertura más arqueada, también enmarcada en piedra. El lado izquierdo está perforado por una pequeña ventana y una puerta; También el de la derecha tiene ventanas. El área del ábside presenta un elemento de menor altura que la iglesia, atravesada por una ventana arqueada, flanqueada por la torre. La torre, con una base cuadrangular, tiene una célula de la campana definido por una ventana geminada; Debajo de ella, en los dos lados del campanario más visibles, se encuentran los cuadrantes del reloj. En la torre un motivo decorativo con almenas.

El interior se han pilastras a lo largo de las paredes, el piso es de mármol de dos tonos, mientras que el techo está decorado con estuco..

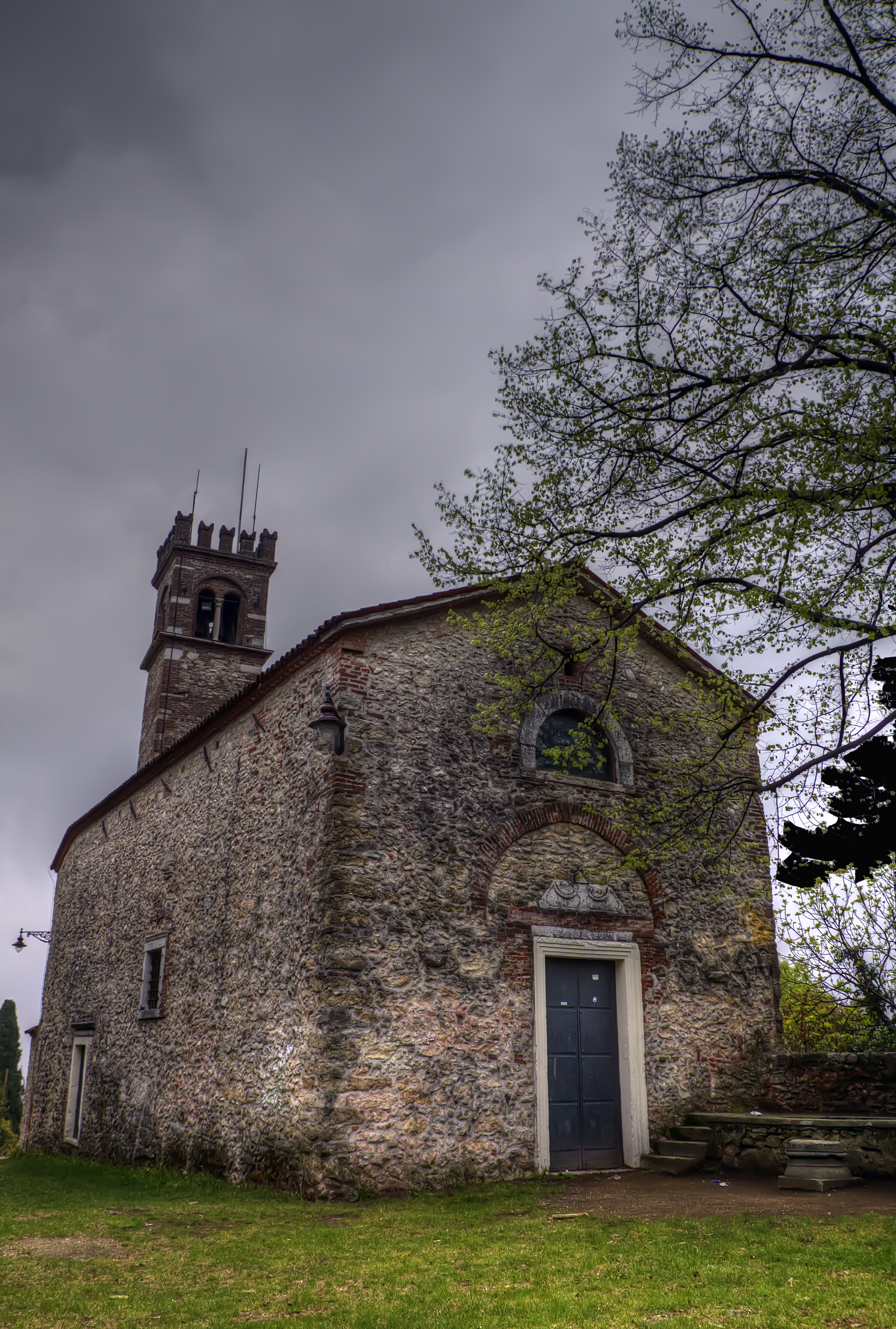
La fachada de Santa Maria de la Nieve
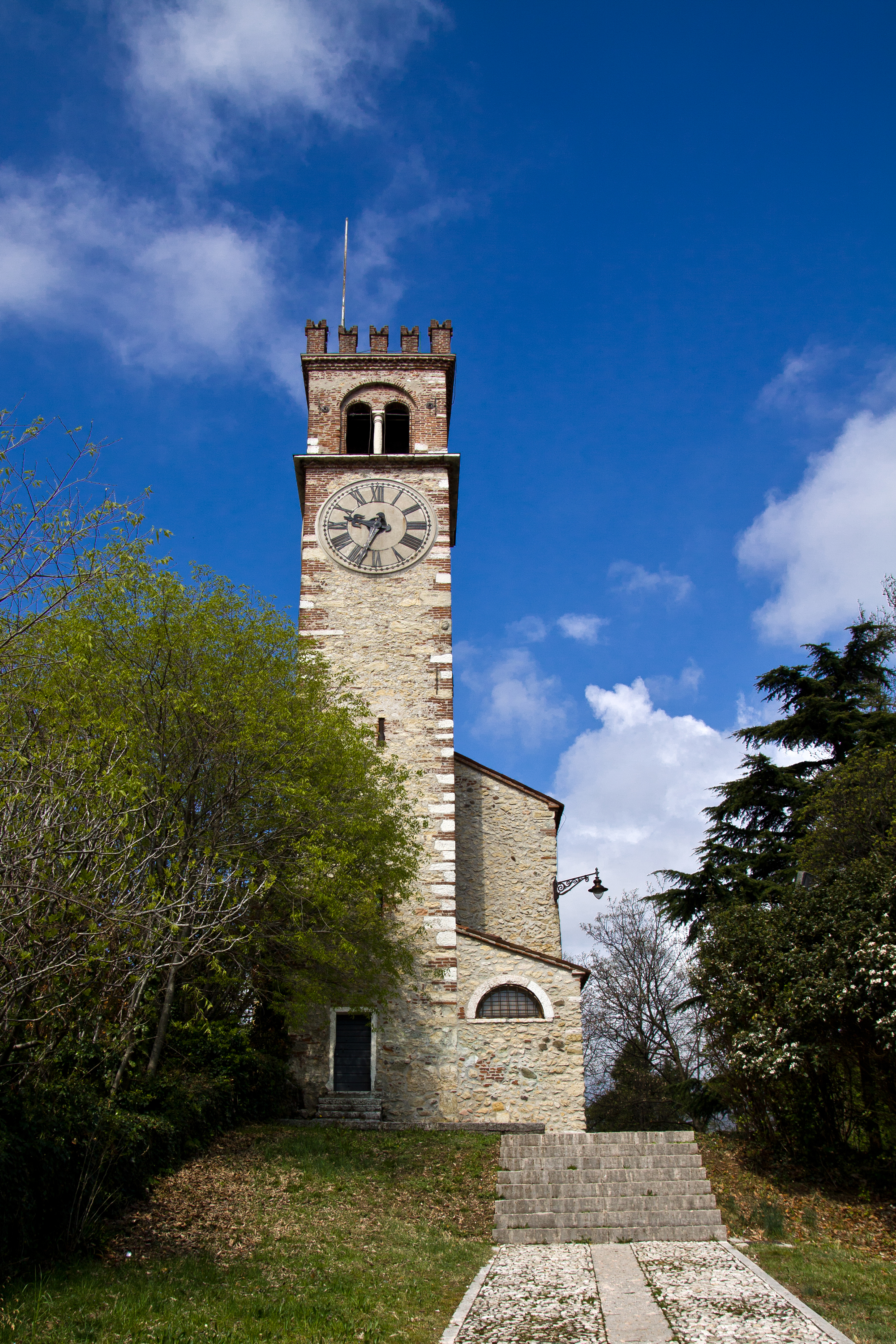
La torre campanaria
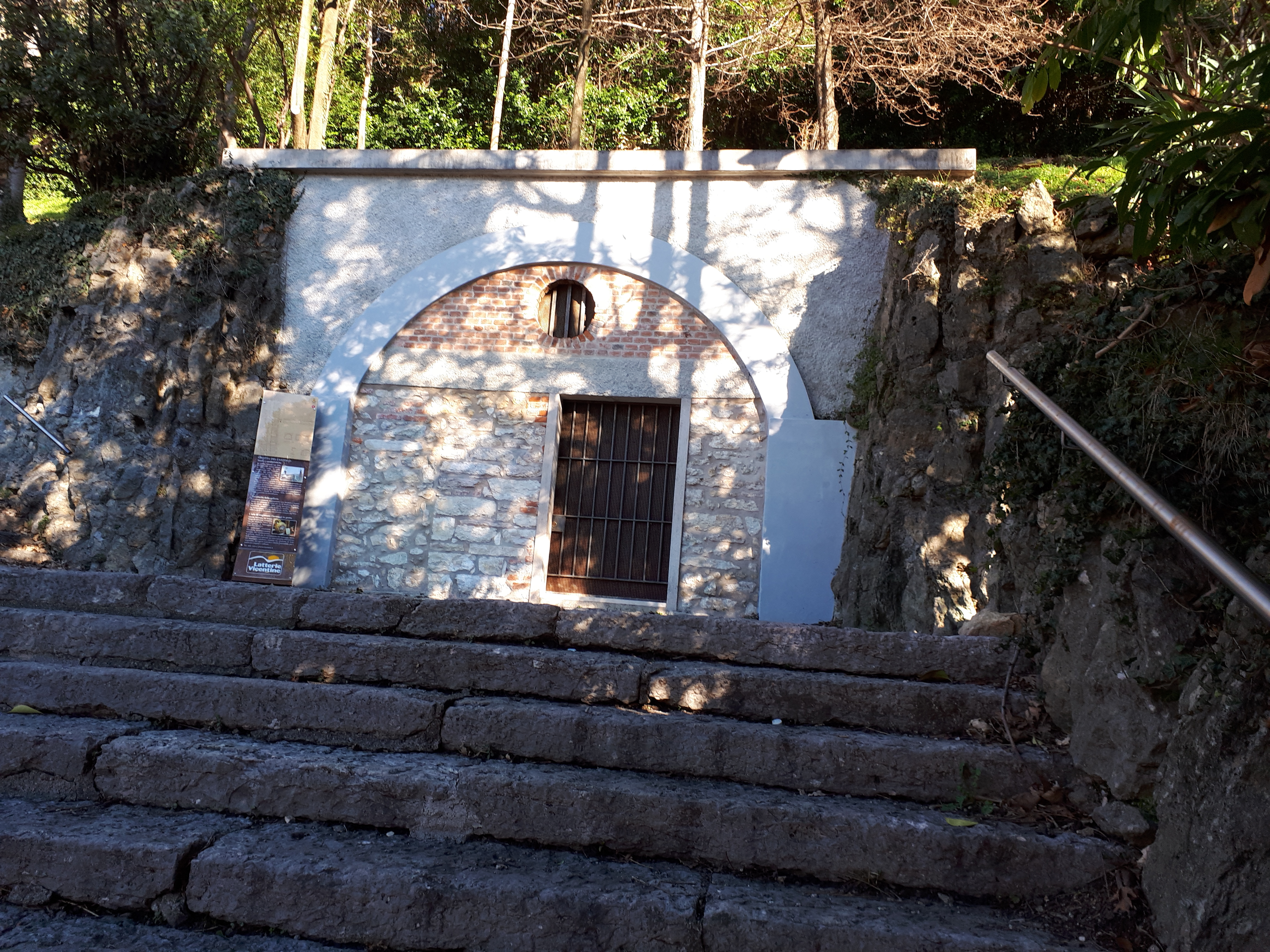
Uno degli ingressi del rifugio antiaereo

## Otros proyectos
- Wikimedia Commons contiene immagini o altri file su Castello di Schio